# La donna volubile
La donna volubile è un'opera teatrale in prosa in tre atti di Carlo Goldoni scritta sul finire del 1750 e messa in scena per la prima volta a Venezia durante il Carnevale del 1751. Recitata in maniera affrettata, con Teodora Raffi Medebach nel ruolo di Rosaura, la commedia non ebbe eccessiva fortuna.
Si tratta della penultima delle 16 commedie nuove che l'autore si era impegnato a scrivere in un anno per l'impresario Girolamo Medebach, marito dell'attrice.
Pur riconoscendo tra le fonti dell'opera anche l'L'irresoluto (1713) di Philippe Néricault Destouches, nella prefazione all'edizione a stampa, Goldoni volle garbatamente prendere in giro il commediografo francese: Parmi che il celebre Monsieur Destouches, che occupa sì degno luogo fra i Comici Autori Franzesi, abbia fatto lo stesso nel suo Irresoluto, in cui Dorante si cambia forse più volte di quello si cambi nella mia Commedia Rosaura. Chi poi lo faccia con più ragione, non istà a me deciderlo, siccome non ardisco mettere quest’opera mia, ch’è forse delle inferiori, a fronte di quelle dell’egregio Scrittor Franzese. Tuttavolta, chi piacer avesse di confrontarle, e non intendesse la lingua, potrà leggere l’Irresoluto in lingua nostra tradotto, stampato in Milano per il..., Opera della vezzosa, erudita penna di una illustre Dama, che accoppiando alla grandezza del sangue il bel talento e il buon genio, ha arricchito il Teatro e la lingua nostra colla traduzione di tutte le Opere d’un sì accreditato Autore, il quale però nell’avvantaggio di essere tradotto da una sì nobil mano, deve soffrire, almeno presso di noi, di cedere alle novelle grazie, delle quali l’opera sua viene ora accresciuta.

## Trama
Verona. Rosaura è una giovane donna capricciosa e volubile: s'innamora, e un'ora dopo non vuol più amare; declama massime rigide, e intanto si comporta in maniera totalmente opposta. Determinatasi finalmente al matrimonio, tutti la evitano e nessuno vuol saperne più nulla.

## Poetica
Secondo Giuseppe Ortolani in questa commedia, che conserva una grazia tutta settecentesca, il tema della volubilità femminile è trattato in maniera vivace, soprattutto in relazione al personaggio della giovane Rosaura.
Scrisse l'autore: Una Donna volubile che nel giro di poche ore cambiasi più e più volte, sembrerà a qualcheduno pazza, e più che volubile. Per far rilevare un carattere sulle Scene, conviene necessariamente dipingerlo con i più forti e vivi colori. Alcuni caratteri si dipingono con poche azioni che lo dimostrano; ma la volubilità che consiste nella moltiplicazione degli atti opposti, non può in poche azioni consistere, e breve essendo il periodo della Commedia, conviene necessariamente far nascere in corto tempo, ciò che meglio starebbe, se in più giorni rappresentar si potesse. 
Per quanto riguarda la genesi dell'opera, Goldoni appuntò nei suoi Mémoires: Avevamo nella compagnia un'attrice, ch'era la donna più capricciosa del mondo; non feci altro che farne la copia, onde alla signora Medebach, che conosceva bene l’originale, non dispiacque - per quanto buona e cara - di burlarsi un po' della collega. Un carattere di tal sorta per sé stesso è comico, ma potrebbe facilmente divenir noioso quando non fosse sostenuto da scene e tratti piacevoli. Si possono mettere in ridicolo i continui cambiamenti d'abiti, cappelli e divertimenti alla moda, ma per rendere la donna volubile un soggetto da commedia occorre la comicità di un cervello capriccioso.